# Liste der Baudenkmäler in Katrop
Die Liste der Baudenkmäler in Katrop enthält die denkmalgeschützten Bauwerke auf dem Gebiet von Soest-Katrop in Nordrhein-Westfalen (Stand: 1. November 2019). Diese Baudenkmäler sind in der Denkmalliste der Stadt Soest eingetragen; Grundlage für die Aufnahme ist das Denkmalschutzgesetz Nordrhein-Westfalen (DSchG NRW).

| Bild | Bezeichnung     | Lage                              | Beschreibung | Bauzeit | Eingetragen seit | Denkmal- nummer |
| ---- | --------------- | --------------------------------- | ------------ | ------- | ---------------- | --------------- |
| BW   | Speichergebäude | Katrop Kopper Weg 3 Karte         |              | 1869    | 23.08.1993       | 608             |
| BW   | Spritzenhaus    | Katrop An der Katerbieke 11 Karte |              | 1841    | 20.04.2012       | 657             |
| BW   | Hofanlage       | Katrop Katroper Weg 94 Karte      |              | 1708    | 20.04.2012       | 658             |

Die Angaben zu Bauzeit und Eintragung in dieser Liste entstammen, wenn nicht anders angegeben, der für diesen Eintrag angeforderten Version der Denkmalliste vom November 2019.